# Зоя (фильм, 1995)
«Зоя» (англ. Zoya) — американский телевизионный художественный фильм 1995 года, поставленный режиссёром Ричардом Коллой по одноимённому роману Даниэлы Стилл (1988). Премьера состоялась 17 сентября 1995 года.

## Сюжет
Зоя Константиновна Юсупова — графиня, наследница богатого и знатного рода, а также родственница последнего российского императора. Революция 1917 года лишила её прежней радостной и беспечной жизни, сделала сиротой, заставила покинуть Россию и перебраться в Париж. Но и в эмиграции, вдали от родины, Зоя находит в себе силы, несмотря на преграды, которые ставит перед ней судьба, бороться за счастливую жизнь.

## В ролях
- Мелисса Гилберт — Зоя Юсупова
- Брюс Бокслейтнер — Клэйтон Эндрюс
- Дениз Александер — Экслл
- Филип Каснофф — Саймон Хирш
- Дженнифер Гарнер — Саша
- Джейкоб Блум — Мэтью
- Кэмерон Бэнкрофт — Николай (Ники)
- Дайана Ригг — Евгения Юсупова
- Джейн Хау — Наталья Юсупова
- Ричард Дерден — Константин Юсупов
- Дженнифер Хилари — императрица Александра Фёдоровна
- Джули Кокс — Мария Николаевна
- Григорий Гладий — Сергей Дягилев

## Съёмочная группа
- Режиссёр — Ричард Колла
- Сценарий — Даниэла Стилл, Л. Вирджиния Браун
- Продюсеры — Кэй Хоффман, Фредерик Мюллер, Дуглас С. Крамер
- Оператор — Лазло Джордж

## Производство
Фильм снимался в Санкт-Петербурге, Париже, Монреале и Нью-Йорке.

## Награды
| Год  | Результат   | Премия    | Категория                                                  |
| 1996 | Номинирован | ASC Award | Выдающиеся достижения в области кинематографа Лазло Джордж |